# Мілл-Крік (Іллінойс)
Мілл-Крік (англ. Mill Creek) — селище (англ. village) в США, в окрузі Юніон штату Іллінойс. Населення — 59 осіб (2020).

## Географія
Мілл-Крік розташований за координатами 37°20′27″ пн. ш. 89°15′12″ зх. д. / 37.34083° пн. ш. 89.25333° зх. д. (37.340869, -89.253272).  За даними Бюро перепису населення США в 2010 році селище мало площу 0,99 км², з яких 0,97 км² — суходіл та 0,02 км² — водойми.

## Демографія
Згідно з переписом 2010 року, у селищі мешкало 65 осіб у 23 домогосподарствах у складі 16 родин. Густота населення становила 66 осіб/км².  Було 24 помешкання (24/км²).
Расовий склад населення:
| - 93,8 % — білих - 1,5 % — азіатів |

До двох чи більше рас належало 4,6 %. Частка іспаномовних становила 0,0 % від усіх жителів.
За віковим діапазоном населення розподілялося таким чином: 32,3 % — особи молодші 18 років, 61,5 % — особи у віці 18—64 років, 6,2 % — особи у віці 65 років та старші. Медіана віку мешканця становила 31,6 року. На 100 осіб жіночої статі у селищі припадало 80,6 чоловіків;  на 100 жінок у віці від 18 років та старших — 76,0 чоловіків також старших 18 років.
Середній дохід на одне домашнє господарство  становив 73 200 доларів США (медіана — 90 000), а середній дохід на одну сім'ю — 75 680 доларів (медіана — 90 714). 
Цивільне працевлаштоване населення становило 24 особи. Основні галузі зайнятості: освіта, охорона здоров'я та соціальна допомога — 29,2 %, будівництво — 25,0 %, сільське господарство, лісництво, риболовля — 20,8 %, роздрібна торгівля — 16,7 %.